# Czopowe

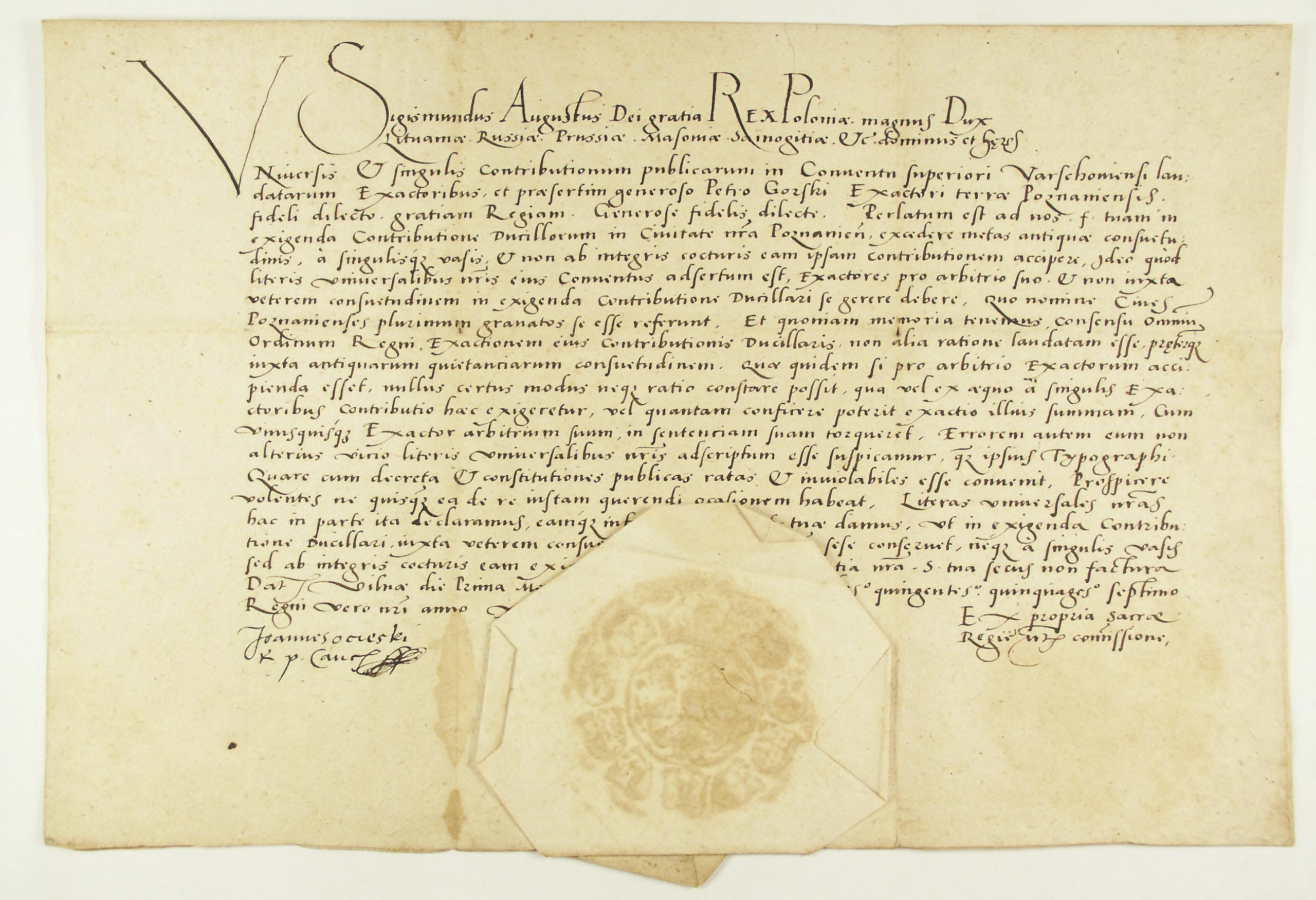
Mandat z 1 lipca 1557 króla polskiego Zygmunta II Augusta do poborcy podatkowego Piotra Górskiego zmieniający pobieranie czopowego od warki, a nie od beczki

Czopowe – wprowadzony w Polsce w drugiej połowie XV wieku podatek od wyrobu, importu oraz sprzedaży piwa, wódki, miodu i wina. Obecnie jego odpowiednikiem jest podatek akcyzowy na alkohol.

## Przedmiot opodatkowania
Pierwowzorem czopowego była opłata pod nazwą cyza, uchwalona w Piotrkowie w 1466 i przeznaczona wówczas na pokrycie kosztów poniesionych w czasie wojny z Zakonem Krzyżackim. W Wielkopolsce i Małopolsce czopowe zostało uchwalone w 1479 i było podatkiem od piwa, miodu, gorzałki i wina, płaconym w miastach królewskich, duchownych i szlacheckich.
Szlachta za alkohol na własny użytek: warzone u siebie piwo, sprowadzane wino i miód z własnych pasiek nie płaciła tego podatku. Zwolnienia te nadał Zygmunt I w 1511, a w 1567 Stefan Batory potwierdził, że dochody propinacyjne szlachty pochodzące z ich dóbr ziemskich są nieopodatkowane. Wynikało to z ogólnych zwolnień podatkowych dla tego stanu (z wyjątkiem poradlnego). W efekcie opodatkowani czopowym byli tylko mieszczanie i karczmarze ze wsi rządowych i duchownych. Jednak uniwersał poborowy z 1613 stanowił, że nawet szlachta i starostowie płacili czopowe od piwa warzonego na wyszynk w będących ich własnością domach położonych w miastach.
Osobnym podatkiem było szelężne płacone przez karczmarzy od zarobku na sprzedawanych trunkach. W 1766 połączono w jedną opłatę czopowe i szelężne. Nowa danina objęła wszelkie miasta i dominia, w tym wolne dotąd od czopowego dominia szlacheckie. Wynosiła ona 1/10 dochodu z propinacji.
W 1768 wprowadzono dodatkowo powszechny podatek od importu alkoholi zagranicznych, który płacili wszyscy (łącznie z królem) zakupujący je na własną potrzebę.
W latach 1773–1775 Sejm delegacyjny wprowadził wpływające do budżetu Korony „czopowe krajowe”, „czopowe od likworów zagranicznych” i „składne winne” oraz wpływające do budżetu Wielkiego Księstwa Litewskiego „czopowe 10-go grosza wiejskie z karczem i szynków” i „czopowe miejskie” w Wilnie, Kownie, Mińsku, Nowogródku, Wiłkomierzu i Połocku.
Czopowe zostało zniesione w Galicji w 1775 roku, a w zaborze pruskim i w Królestwie Polskim w pierwszej połowie XIX wieku (Zygmunt Gloger wskazuje na dekret Aleksandra I z 1 lutego 1813 roku jako na akt prawny znoszący czopowe).

## Sposób poboru
Początkowo podatek ten pobierano od każdej beczki, skąd wzięła się jego nazwa czopowe – od czopowania napełnionych piwem beczek czopem, czyli stożkowym klinem służącym do zamykania beczki, używanym w bednarstwie. W XVI wieku, wraz ze zwiększeniem ilości produkowanego piwa, opodatkowanie zmieniono i pobierano je od całej warki.
Od 1629 czopowe ściągał poborca, który w miastach i miasteczkach musiał ustanowić miejscowego czopownika z ludzi pospolitych albo rajców. Ten w obecności poborcy przysięgał przed radą miejską, że będzie podatek rzetelnie pobierać i dostawał przydanego sobie członka rady. We wsiach rządowych i duchownych nie ustanawiano czopownika, zaś poborca mógł zorganizować pobór, jak chciał. W wielkich miastach pobór podatku przeprowadzały władze miejskie.
Czopowe puszczano także w arendę. W miastach stołecznych pobór prowadzili nie tylko urzędnicy skarbowi wojewódzcy i miejscy, ale też marszałek wielki koronny lub litewski. W Warszawie w 1650 marszałek Jerzy Lubomirski zadecydował o tym, że urzędnicy marszałka i miasta wspólnie schodzili do piwnic, taksowali i wymierzali opłatę, pieczętując beczki, po czym dopiero wolno było z nich trunek sprzedawać.
Połączone w 1766 czopowe i szelężne opłacały magistraty oraz dziedzice na podstawie zaprzysiężonego w grodzie dochodu z propinacji.

## Stawki opłat
Jak podawał Gotfryd Lengnich, piszący w czasach Augusta II i Augusta III, piwowar płacił czopowe w wysokości 1/18 wartości trunku, a szynkarz kolejną 1/18. Podatek był podwójny dla piwowara utrzymującego własny szynk. Napoje importowane opodatkowywano innym sposobem, przy czym czasem te opłaty były podwajane. W 1717 dochody z czopowego wraz z szelężnym przeznaczono na część żołdu wojsk litewskich, w łącznej kwocie 492 300 złotych.
Ustawa sejmowa z roku 1629 wprowadziła następujące opłaty:
- miody i piwa przewoźne: od piwa gdańskiego, wrocławskiego i świdnickiego 1/4 wartości, czyli za achtel 14 groszy, za fasę 35 groszy,
- palenie gorzałki: w miastach i miasteczkach 24 grosze od kotła, na wsiach 14 groszy od kotła, przy czym szlachta była z tej opłaty zwolniona,
- gorzałka w szynkach: w Koronie kwartnik za kwartę, na Litwie dwa pieniądze białe za kwartę,
- wina importowane zamorskie (francuskie, włoskie, hiszpańskie): 24 grosze za baryłę,
- małmazja, muszkatel, basztard, alikant, kanar, petersyment, sok: po 5 złotych za baryłę, przy czym w szynkach kwota była podwajana,
- wino morawskie i reńskie: 15 groszy za wiadro,
- wino endeburskie i świętojurskie: 20 groszy za wiadro,
- wina gubińskie, krosińskie i inne nadodrzańskie: 16 groszy od drelinku,
- wino wołoskie: 16 groszy za baryłę.

Wprowadzona w 1768 opłata od trunków zagranicznych miała następujące stawki za jeden garniec:
- wino węgierskie, burgundzkie, szampańskie: 2 grosze srebrne (1/2 złotego),
- wino francuskie, hiszpańskie, włoskie, reńskie, cypryjskie i wódki zagraniczne: 1 grosz srebrny,
- wino wołoskie, pobereskie, miód węgierski, piwo angielskie: 5 groszy miedzianych.

Za Stanisława Augusta czopowe dostarczało 10% wpływów państwa.